# Rusev
Miroslav Barnyashev (en búlgaro: Мирослав Барняшев; 25 de diciembre de 1985) es un luchador profesional búlgaro nacionalizado  estadounidense quien actualmente trabaja para WWE bajo el nombre de Rusev (en búlgaro: Русев). También trabajo para la promoción de lucha libre estadounidense All Elite Wrestling bajo el nombre de Miro (en búlgaro: Миро).
Dentro de sus logros en la WWE, destacan tres reinados como Campeón de los Estados Unidos y en AEW obtuvo un reinado como Campeón TNT de AEW. Barnyashev fue el primer luchador búlgaro en AEW y la WWE.

## Primeros años y carrera en atletismo
Barnyashev nació en Plovdiv, Bulgaria. Asistió a una escuela de deportes mientras crecía, en última instancia convirtiéndose en remero profesional. Barnyashev también participó en levantamiento de pesas y fue considerado para el equipo búlgaro en los Juegos Olímpicos de Londres 2012.

## Carrera como luchador profesional

### Carrera temprana (2008–2010)
A mediados de los años 2000, Barnyashev emigró de Bulgaria a los Estados Unidos con la ambición de convertirse en un luchador profesional. Originalmente vivió en Virginia, antes de trasladarse a Torrance, California, donde empezó a entrenar como luchador con Gangrel y Rikishi en la Knokx Pro Wrestling Academy como sus entrenadores. Barnyashev debutó en la promoción intependiente New Wave Pro Wrestling de San Diego, California, el 22 de noviembre de 2008 bajo el nombre de Miroslav Makaraov, derrotando a Aerial Star. En 2010, Barnyashev se unió a la promoción independiente de Santa María, California, Vendetta Pro Wrestling (VPW), acortando su nombre artístico a Miroslav. Mientras luchaba en VPW, fue dirigido por Markus Mac.

### World Wrestling Entertainment/WWE (2010–2020)

#### Territorio de desarrollo (2010–2012)
En septiembre de 2010, Barnyashev firmó un contrato con la promoción de lucha libre profesional WWE, siendo asignado al territorio de desarrollo Florida Championship Wrestling (FCW), en donde adoptó el nombre de Alexander Rusev. Tuvo su primer combate televisado en el episodio del 17 de julio de 2011 de FCW, derrotando a Mike Dalton mientras era dirigido por Raquel Díaz. Poco después de su debut en FCW, Rusev sufrió un desgarro en el ligamento cruzado anterior y en su menisco, por lo que pasó seis meses en rehabilitación.
Rusev volvió a FCW en marzo de 2012 con Nick Rogers como su mánager. En el verano de 2012, Rusev sufrió una fractura en su cuello, la cual le paralizó temporalmente su brazo. Mientras se rehabilitaba, Barnyashev viajó a Tailandia, donde estudió el arte marcial Muay Thai. En agosto de 2012, WWE renombró a FCW como NXT.

#### NXT (2013–2014)
Después de que su cuello se recuperara, Rusev hizo su debut en NXT en el episodio del 30 de mayo de 2013, participando en un Battle Royal para determinar al contendiente #1 por el Campeonato de NXT, el cual ganó Bo Dallas. Tuvo su primer combate individual en NXT el 21 de agosto, siendo derrotado por Dolph Ziggler. Poco después, Rusev adoptó a Sylvester Lefort como su mánager y formó un equipo de corta duración con Scott Dawson llamado "The Fighting Legionnaires", iniciando un feudo con el equipo de Colin Cassady & Enzo Amore. En el episodio del 30 de octubre de NXT, Rusev terminó su afiliación con Lefort después de atacarlo durante un combate por equipos.
Después de eso, Rusev procedió a adoptar a Lana como su "embajadora social", formando un emparejamiento comparado por la WWE con Ivan y a Ludmilla Drago de la película Rocky IV de 1985. En luchas realizadas antes de su debut en el roster principal, Rusev derrotó a luchadores principales como Kofi Kingston, Xavier Woods y Sin Cara, las cuales se emitieron por NXT durante los meses de enero y febrero de 2014. Después de unirse al roster principal de la WWE en abril, Rusev continuó apareciendo esporádicamente en NXT, haciendo su aparición final el 24 de julio en una lucha no titular contra el campeón de NXT Adrian Neville, en donde fue derrotado por descalificación.

#### 2014

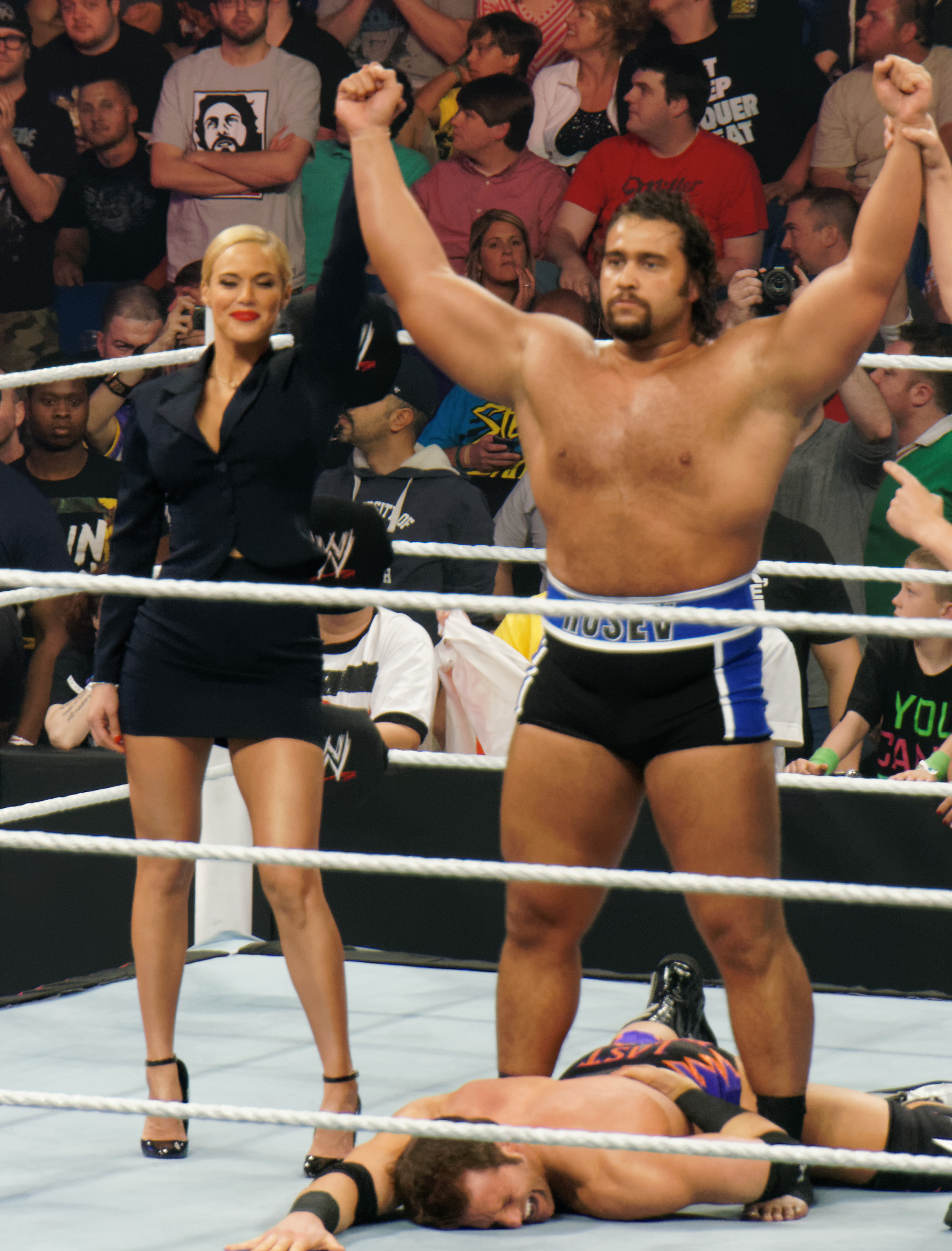
Miro (derecha) celebrando con Lana después de una lucha contra Zack Ryder en abril de 2014.

Hizo su debut en el roster principal como Monster heel el 26 de enero de 2014 en Royal Rumble, participando en el Royal Rumble Match, en donde entró como el sexto participante, pero fue eliminado por el esfuerzo en conjunto de cuatro luchadores. Después de emitir durante varios meses vídeos de autopromoción y discursos, Rusev hizo su regreso al roster principal junto con su mánager y esposa Lana el 7 de abril en Raw, derrotando muy fácilmente a Zack Ryder. En mayo, Rusev adoptó un gimmick prorruso y antiestadounidense, en el cual se anunció que se había mudado a Rusia y que además de eso había sido nombrado "Héroe de la Federación Rusa", lo que causó polémica en su país natal, Bulgaria. En ese mismo mes, su nombre fue acortado simplemente a Rusev. Durante los próximos meses, Rusev tuvo feudos con luchadores como R-Truth & Xavier Woods (a quienes derrotó en un 2-on-1 Handicap Match en Extreme Rules), Big E (a quien derrotó en Payback y en Money in the Bank), Jack Swagger (a quien derrotó en Battleground por cuenta fuera y en SummerSlam en un Flag Match), Mark Henry (a quien derrotó en Night of Champions) y The Big Show (a quien derrotó en Hell in a Cell). Lana le dedicó la racha victoriosa de Rusev al presidente de Rusia, Vladímir Putin, llamando la atención de la prensa principal -incluyendo The Washington Post y The Daily Beast- quienes habían interpretado que ella había hablado sobre el accidente del vuelo 17 de Malaysia Airlines antes de la lucha de Rusev en Battleground en un intento de generar polémica. En el episodio del 6 de octubre de Raw, Rusev y Lana fueron confrontados por The Rock, quien apareció sorpresivamente y sacó del ring a Rusev después de un intercambio de insultos.
El 3 de noviembre, Rusev ganó su primer campeonato profesional de lucha libre y se convirtió en el primer campeón de origen búlgaro en la historia de la WWE cuando derrotó a Sheamus para ganar el Campeonato de los Estados Unidos en un combate posterior a Raw que se emitió por WWE Network y la siguiente semana en Raw retuvo el campeonato ante Sheamus por cuenta fuera gracias a una interferencia de The Authority. En Survivor Series, Rusev compitió en un Survivor Series Traditional Match como parte del Team Authority para enfrentarse al Team Cena, pero fue eliminado por cuenta fuera tras chocar a través de la mesa de anunciadores en español. Tras eso, Rusev tuvo nuevamente un feudo con Jack Swagger, llevando a Rusev a defender con éxito el título contra Swagger en TLC: Tables, Ladders & Chairs. En el episodio del 22 de diciembre en Raw, Rusev y Lana aparecieron como invitados en la última edición del Piper's Pit antes de la muerte de Roddy Piper el 31 de junio de 2015.

#### 2015
En Royal Rumble, Rusev participó en el Royal Rumble Match como el #15, eliminando a otros seis luchadores antes de ser el último eliminado por el eventual ganador Roman Reigns. En Fastlane, Rusev defendió con éxito el Campeonato de los Estados Unidos en un combate contra John Cena. Sin embargo, perdió el título ante Cena en WrestleMania 31 después de una mala comunicación con Lana, poniendo fin a su reinado de 146 días y marcando con eso su primera derrota en el roster principal de la WWE.

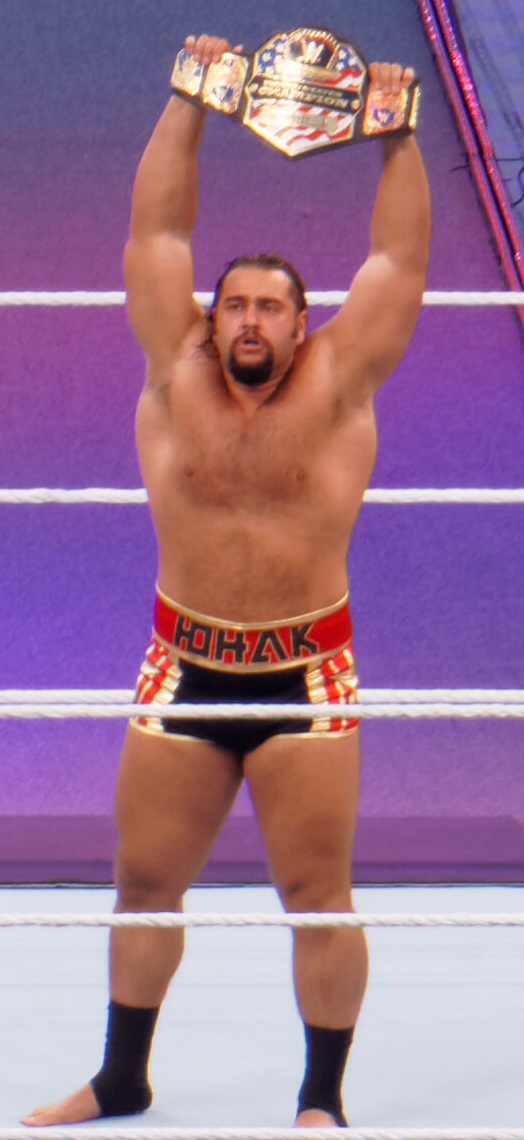
Rusev como Campeón de los Estados Unidos en WrestleMania 31. En esta lucha perdió el cinturón a manos de John Cena.

En Extreme Rules, Rusev no logró recuperar el Campeonato de los Estados Unidos en un Russian Chain Match contra John Cena. Durante el combate, Lana obtuvo una reacción positiva de la multitud, lo que llevó a Rusev a alejarla del ring y causando con eso un distanciamiento entre ellos. El 17 de mayo en Payback, Rusev volvió a ser derrotado por Cena en un "I Quit Match por el título después de que Lana dijera la frase "me rindo" en nombre de Rusev. La noche siguiente en Raw, Rusev terminó su afiliación con Lana, quien le dio una bofetada en respuesta. En el episodio del 25 de mayo en Raw, Rusev volvió a ser presentado como un luchador proveniente de Bulgaria. Más tarde esa misma noche, intentó sin éxito reconquistar a Lana. En la edición de SmackDown de esa misma semana, Rusev sufrió una fractura en uno de sus pies durante una lucha contra Ryback, lo que lo hizo incapaz de competir en el Elimination Chamber Match por el vacante Campeonato Intercontinental en Elimination Chamber. A pesar de su lesión, Rusev siguió apareciendo en televisión, realizando nuevos intentos para reconquistar a Lana. Sin embargo, Lana comenzó una relación amorosa (kayfabe) con Dolph Ziggler, mientras que Rusev formó una alianza con Summer Rae. En el episodio del 29 de junio de Raw, Rusev y Rae confrontaron a Lana y Ziggler, lo que llevó a una pelea entre Rae y Lana. El 6 de julio en Raw, Rusev y Rae volvieron a confrontar a Ziggler y Lana, pero resultó ser un truco, ya que Rusev atacó vilmente a Ziggler después de golpearlo con su muleta y de quitarse la férula del tobillo, revelando que su lesión en el pie había sanado. Dicho ataque le ocasionó a Ziggler una lesión en la tráquea (kayfabe), dejándolo fuera de la acción durante varias semanas.
Hizo su regreso al ring el 9 de julio en SmackDown, luchando con zapatos para evitar más lesiones en sus pies y derrotando a Fandango. En el episodio del 13 de julio en Raw, Rusev respondió al reto abierto por el Campeonato de los Estados Unidos de John Cena. Sin embargo, fue interrumpido por Kevin Owens y Cesaro, quienes también exigían una lucha por el título. Eso condujo a un Triple Threat Match para determinar al oponente de Cena, la cual ganó Rusev después de derrotar a Cesaro ya que Owens había abandonado la lucha desde el principio. Posteriormente, Rusev derrotó a Cena por descalificación después de ser atacado por Owens, lo que no le permitió ganar el campeonato. En la edición de SmackDown de esa misma semana, Rusev sufrió su segunda derrota por pinfall en el roster principal ante Cesaro. En el episodio del 17 de agosto en Raw, Dolph Ziggler hizo su regreso atacando a Rusev. Ese altercado provocó una lucha entre Rusev y Ziggler en SummerSlam, la cual terminó en doble cuenta fuera debido a la interferencia de Summer Rae y Lana, y después del combate Rusev y Rae pelearon con Ziggler y Lana. En Night of Champions, Rusev fue derrotado por Ziggler después de que Rae le arrojara accidentalmente uno de sus tacones y de recibir un Zig Zag de Ziggler. El 5 de octubre en Raw, Rae le propuso matrimonio a Rusev (Kayfabe), pero él dijo que no se casaría con ella hasta que ganara el Campeonato de las Divas. El 11 de octubre, TMZ informó que Rusev se había comprometido con Lana en la vida real. Lana confirmó ese hecho y fue utilizado en el storyline de la WWE cuando Rae rompió su relación con Rusev en el episodio del 12 de octubre en Raw. Toda la storyline que se llevó a cabo alrededor de la ruptura de Rusev y Lana recibió críticas extremadamente negativas, con muchos afirmando que eso había dañado el gimmick de Rusev. El 31 de octubre en Main Event, Rusev sufrió una lesión en uno de sus bíceps durante una lucha contra Neville, la cual terminó sin resultado debido a eso y dicha lesión alejó a Rusev de la televisión durante varias semanas.
Hizo su regreso el 23 de noviembre en Raw, atacando a Roman Reigns y siendo derrotado por éste esa misma noche por descalificación debido a una interferencia de Sheamus y King Barrett. En el episodio del 30 de noviembre en Raw, Lana regresó a la WWE y se reconcilió con Rusev durante un segmento de "MizTV". Más tarde esa misma noche, Rusev se unió al nuevo grupo dirigido por Sheamus llamado The League of Nations. Durante ese tiempo, Rusev inició un feudo con Ryback, con Lana fingiendo lesiones durante los combates entre ellos para distraer a Ryback y así ayudar a Rusev a conseguir las victorias. En TLC: Tables, Ladders & Chairs, Rusev derrotó a Ryback vía rendición. Más tarde en ese mismo evento, ayudó junto con Alberto del Río a Sheamus a retener el Campeonato Mundial Peso Pesado de la WWE ante Reigns. Durante las siguientes semanas, The League of Nations se alió a Mr. McMahon para continuar el feudo con Reigns.

#### 2016

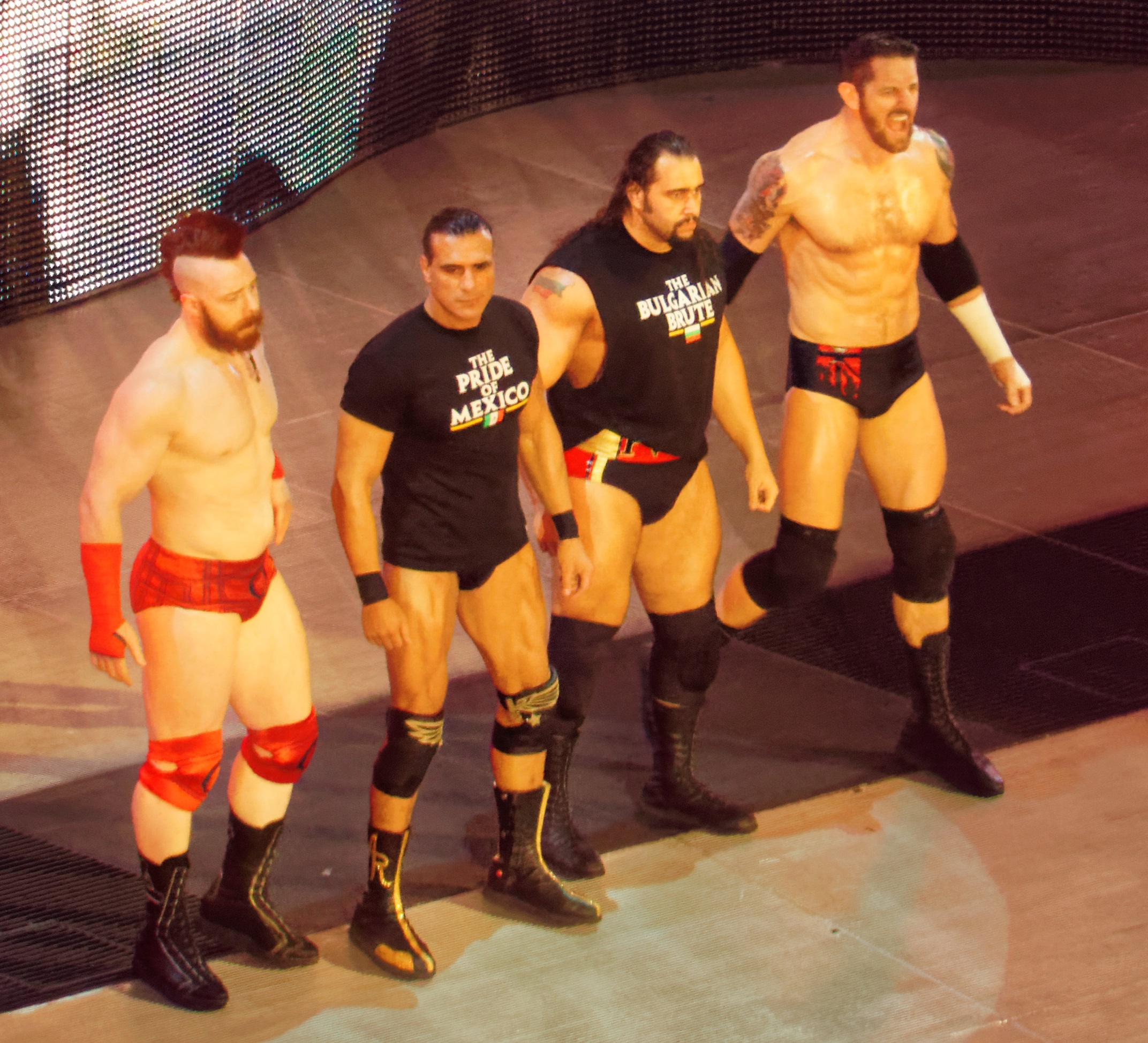
Rusev como miembro de The League of Nations en abril de 2016.

En Royal Rumble, Rusev participó en el Royal Rumble Match por el Campeonato Mundial Peso Pesado de la WWE de Roman Reigns como el #2, pero fue eliminado por el mismo Reigns en un minuto y medio. En el episodio del 14 de marzo en Raw, Rusev & Alberto del Río fueron derrotados por The New Day en una lucha por los Campeonatos en Parejas de la WWE. En WrestleMania 32, The League of Nations derrotó a The New Day en un 6-Man Tag Team Match, pero después del combate, el grupo fue atacado por Mick Foley, Shawn Micheals y Stone Cold Steve Austin.
La noche siguiente de WrestleMania 32, el 4 de abril en Raw, los miembros de The League of Nations, Sheamus & King Barrett fueron derrotados por The New Day en una lucha por los Campeonatos en Parejas de la WWE después de que Barrett fuera cubierto por Kofi Kingston. Debido a eso, Barrett fue exiliado del grupo después de haber sido llamado "el eslabón débil del grupo", pero momentos después apareció The Wyatt Family para atacar al resto de los miembros de The League of Nations. En el episodio del 28 de abril de SmackDown, durante una lucha entre The League of Nations contra Cesaro, Kalisto y Sami Zayn, Rusev y Albeto del Río abandonaron el ring, causando que Sheamus hiciera lo mismo, por lo que perdieron el combate por cuenta fuera. En backstage, los tres tuvieron un altercado, en donde Sheamus dejó tendidos a sus compañeros en el suelo y les dijo que The League of Nations había terminado, confirmando con eso el final del grupo.
En el episodio del 2 de mayo en Raw, Rusev retomó su antiguo gimmick, siendo acompañado por Lana a un Battle Royal, el cual ganó eliminando a Zack Ryder para convertirse en el contendiente #1 por el Campeonato de los Estados Unidos. En Extreme Rules, Rusev ganó dicho título por segunda vez en su carrera tras derrotar a Kalisto vía rendición. El 26 de mayo en SmackDown, Rusev retuvo el campeonato ante Kalisto nuevamente por rendición en una lucha de revancha, pero después de la lucha fue confrontado por Titus O'Neil, a quien derrotó en Money in the Bank para defender con éxito el campeonato. Después de haber defendido el título ante Cesaro el 30 de junio en SmackDown y ante O'Neil el 4 de julio en Raw, Rusev fue desafiado por Zack Ryder, a quien derrotó en Battleground para obtener otra defensa del título. El 19 de julio en SmackDown, Rusev y Lana fueron enviados a la marca Raw debido al Draft y a la nueva separación de marcas. En el episodio del 1 de agosto en Raw, después de haber retenido el campeonato ante Mark Henry, Rusev fue confrontado por Roman Reigns. La siguiente semana en Raw, Reigns interrumpió la re-promulgación de la boda entre Rusev y Lana, y retó a Rusev a una lucha por el título. Rusev se negó a darle esa lucha, por lo que ambos tuvieron una pelea, haciendo que Lana cayera sobre el pastel de bodas. En backstage, el gerente general de Raw Mick Foley le dijo a un Rusev enojado que defendería el título ante Reigns en SummerSlam. Más tarde esa misma noche, Rusev retuvo el campeonato ante Cesaro en una lucha imprevista, ya que según Cesaro él también merecía una oportunidad por el título. En SummerSlam, la lucha entre Rusev y Reigns no tuvo lugar debido a que Rusev lo atacó antes de que sonara la campana, conduciendo esto a una pelea entre los dos fuera del ring con Rusev sufriendo una lesión en las costillas (Kayfabe), lo que le permitió conservar el título. Después de costarle a Reigns una lucha por el Campeonato Universal de la WWE, en el evento Clash of Champions, Rusev perdió el Campeonato de los Estados Unidos ante Reigns, terminando su reinado de 126 días. En Hell in a Cell, Rusev obtuvo su revancha por el título en un Hell in a Cell Match contra Reigns, en donde fue derrotado.
En el episodio del 21 de noviembre de Raw, después de quedar desnudo fuera de su vestuario, Enzo Amore se encontraría de esa manera con Lana en el pasillo antes de hacer frente a un enojado Rusev. Debido a eso, Rusev desafió a Amore a un combate esa misma noche, en donde lo derrotó rápidamente. La semana siguiente en Raw, Rusev fue derrotado por Amore por descalificación. En el episodio del 5 de diciembre de Raw, Rusev y Lana le tendieron una trampa a Amore, haciéndole creer que Lana lo había citado en la habitación de su hotel para tener una noche placentera, solamente para que apareciera Rusev en dicha habitación para atacar brutalmente a Amore. En Roadblock: End of the Line, Rusev se enfrentó al compañero de Amore, Big Cass, derrotándolo por cuenta fuera. La noche siguiente en Raw, Rusev se enfrentó nuevamente a Cass, derrotándolo esta vez por descalificación. Esa misma noche, Amore tuvo que asistir a una clase sobre entrenamiento de sensibilidad debido al incidente que tuvo lugar en el episodio del 21 de noviembre de Raw. En dicho entrenamiento, Amore terminó siendo atacado por Rusev y Jinder Mahal.

#### 2017
En el episodio del 2 de enero de Raw, Rusev se unió a Jinder Mahal en un 2-on-1 Handicap Match, en donde derrotaron a Big Cass. Durante las siguientes semanas, Rusev continuó su alianza con Mahal. El 23 de enero en Raw, Rusev & Mahal junto con Braun Strowman & Titus O'Neil derrotaron a Cass, Enzo Amore & The New Day.
En Royal Rumble, Rusev participó en el Royal Rumble Match como el #18, durando más de 20 minutos antes de ser eliminado por Goldberg. En el episodio del 27 de febrero de Raw, Rusev y Jinder Mahal comenzaron a tener tensiones entre ellos después de que Rusev distrajera inadvertidamente a Mahal durante un combate por equipos contra The New Day, causando su derrota. La alianza entre Mahal y Rusev llegó a su fin el 5 de marzo en Fastlane, cuando Mahal habló con el gerente general de Raw Mick Foley acerca de su deseo de volver a competir individualmente, lo que llevó a Foley a poner a Mahal y Rusev en luchas individuales, siendo derrotados por Cesaro y The Big Show, respectivamente. Tras eso, Rusev y Lana fueron sacados de la televisión debido a que Rusev requería una cirugía después de sufrir una lesión, la cual lo mantuvo alejado del ring durante cuatro meses.
El 11 de abril, Rusev fue traspasado a SmackDown debido al Superstar Shake-up. En el episodio del 25 de abril de SmackDown, Rusev hizo su primera aparición en la programación de la WWE desde Fastlane aunque vía satélite, declarando que no haría su debut en dicha marca a menos que se le diera una lucha por el Campeonato de la WWE en Money in the Bank. Sin embargo, hizo su regreso el 4 de julio en SmackDown, interrumpiendo el también regreso de John Cena, por quien fue retado a un Flag Match en Battleground, en el que Rusev fue derrotado.

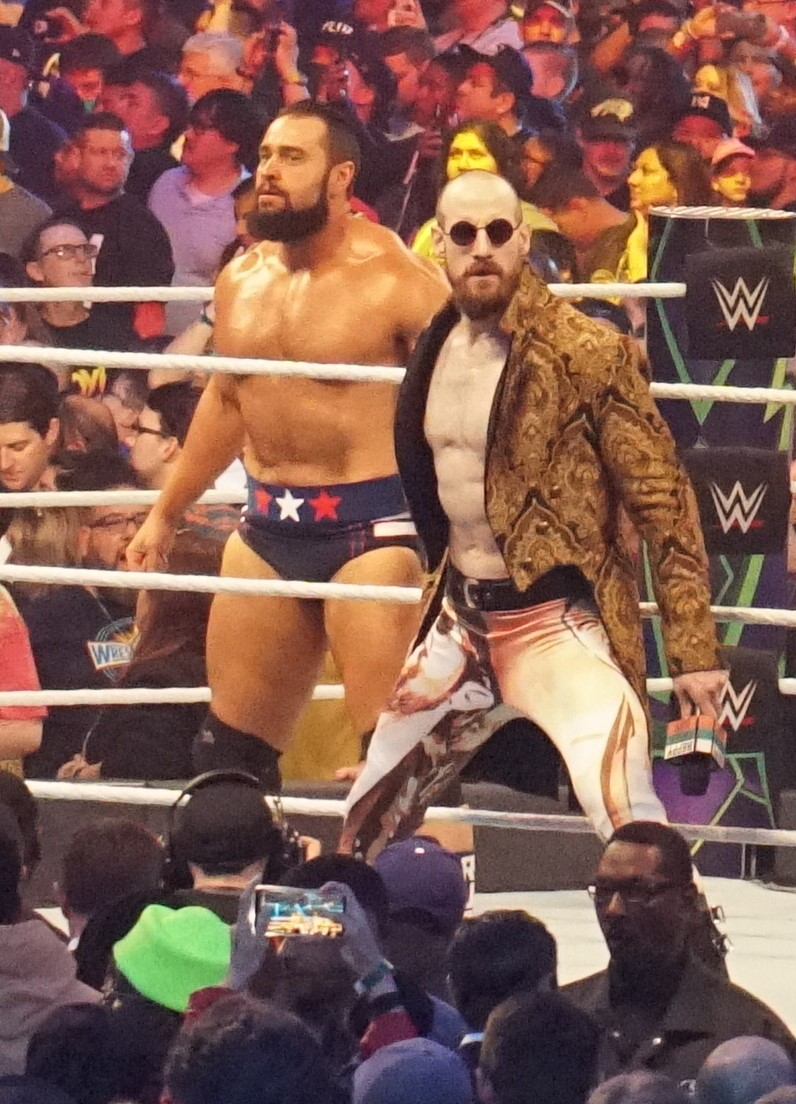
Rusev (a la derecha) con Aiden English en WrestleMania 34.

Tras eso, Rusev inició un feudo con Randy Orton, enfrentándose a él en una lucha en SummerSlam, siendo derrotado en sólo 10 segundos. En el episodio del 26 de septiembre de SmackDown, Rusev recibió la llave de su ciudad natal, Plovdiv, Bulgaria, a manos del alcalde Ivan Totev, teniendo a Aiden English como testigo. Sin embargo, tanto English como Rusev fueron atacados por Orton. En la edición del 23 de octubre de Raw, Rusev formó parte de las superestrellas de SmackDown que invadieron la marca, por órdenes de Shane McMahon. En el episodio del 5 de diciembre de SmackDown, Rusev & English derrotaron a The New Day y fueron añadidos a un Tag Team Fatal 4-Way match por los Campeonatos en Parejas de SmackDown en Clash of Champions. La semana siguiente en SmackDown, English & Rusev derrotaron a los Campeones en Parejas de SmackDown The Usos en una lucha no titular, pero no lograron capturar los títulos en el evento. El dúo siguió ganando popularidad e impulso, ya que la multitud siguió apoyándolos durante sus luchas y apariciones, permitiéndoles recibir otra oportunidad para convertirse en los contendientes #1 por los títulos en un Triple Threat Tag Team match, en la edición del 26 de diciembre de SmackDown, contra The New Day y Chad Gable & Shelton Benjamin, pero no lograron ganar.

#### 2018
En Royal Rumble, Rusev participó en el Royal Rumble match como el número #1, durando más de 30 minutos en el combate hasta que fue eliminado por Matt Hardy y Bray Wyatt. En la primera ronda de Mixed Match Challenge, Rusev & Lana derrotaron al equipo de Elias & Bayley. En Fastlane, Rusev fue derrotado por Shinsuke Nakamura. En el episodio del 27 de marzo de SmackDown, se asoció con Jinder Mahal para derrotar a Bobby Roode & Randy Orton, y luego fue agregado al combate por el Campeonato de Estados Unidos en WrestleMania 34. En el evento, Rusev fue derrotado por Mahal en un Fatal 4-Way match por el título donde también compitieron Orton y Roode. El 11 de abril, se anunció que Rusev se enfrentaría a The Undertaker en un Casket match en Greatest Royal Rumble. En el evento, Rusev perdió contra The Undertaker. En el episodio del 8 de mayo de SmackDown, Rusev derrotó a Daniel Bryan para clasificar en el Men's Money in the Bank Ladder match. En Money in the Bank, Rusev no logró ganar el combate, siendo el ganador Braun Strowman. Dos noches después en SmackDown, Rusev ganó un Gauntlet match para convertirse en el contendiente #1 al Campeonato de la WWE de AJ Styles en Extreme Rules. En el evento, Rusev fue derrotado por Styles.
En julio, Rusev Day comenzó un feudo con Andrade "Cien" Almas y Zelina Vega, convirtiéndolos así en face en el proceso. Rusev y Lana perdieron un Mixed Tag Team match ante Almas y Vega en SummerSlam, pero los derrotaron en una lucha de revancha en el episodio del 21 de agosto de SmackDown. En el episodio del 4 de septiembre de SmackDown, Rusev Day derrotó a The Usos y Sanity (Eric Young & Killian Dain) en un Triple Threat Tag Team match para enfrentarse a Cesaro & Sheamus, a quienes derrotaron la semana siguiente en SmackDown para ganar un combate por los Campeonatos en Parejas de SmackDown contra The New Day en Hell in a Cell, pero fueron derrotados en el kick-off del evento.
En el episodio del 18 de septiembre de SmackDown, Rusev desafió a Shinsuke Nakamura a una lucha por el Campeonato de Estados Unidos. English distrajo a Rusev cuando subió a la orilla del ring para animarlo, lo que le permitió a Nakamura hacerle un roll-up a Rusev para derrotarlo y retener el título. Después de la lucha, English atacó a Rusev con un micrófono, cambiando a heel y terminando su asociación. La semana siguiente en SmackDown, English explicó la razón por la cual traicionó a Rusev, diciendo que sentía que el grupo comenzaba a disminuir desde Lana se unió a ellos. Lana respondió diciendo que le era leal a Rusev sin importar las circunstancias, y acusó a English de usar a Rusev para su propio beneficio. Luego de eso, English aludió que Lana y él habían tenido una aventura, refiriéndose continuamente a "aquella noche en Milwaukee". La semana siguiente en SmackDown, English reveló evidencia en vídeo en la que Lana entraba a la habitación de hotel en la que estaba English y aparentemente profesaba sus sentimientos por él. Sin embargo, el resto del video se reveló la semana siguiente en SmackDown, mostrando a Lana simplemente agradeciéndole a English por todo lo que había hecho por Rusev Day. El video luego mostró que English se acercaba de manera romántica hacia Lana, lo que ella desvió rápidamente. El 16 de octubre en SmackDown 1000, English distrajo a Rusev durante una lucha contra The Miz, costándole el combate y una clasificación al torneo por la Copa Mundial de la WWE en Crown Jewel, por lo que después de la lucha fue atacado por Rusev y Lana. Finalmente, en el episodio del 23 de octubre de SmackDown, Rusev derrotó a English, terminando el feudo.
El 2 de noviembre en el kick-off del evento Crown Jewel, desde Riad, Arabia Saudita, Rusev fue derrotado por Shinsuke Nakamura en una lucha por el Campeonato de Estados Unidos. El 24 de noviembre en el evento en vivo Starrcade, Rusev se unió a Rey Mysterio para enfrentar a Nakamura & The Miz, a quienes derrotaron para llevarse la victoria. El 18 de diciembre en las grabaciones del episodio del 25 de diciembre de SmackDown, Rusev finalmente derrotó a Nakamura para capturar el Campeonato de Estados Unidos por tercera vez en su carrera.

#### 2019-2020
En el kick-off de Royal Rumble, Rusev perdió el título ante Nakamura en una revancha titular. Dos noches después en SmackDown, Rusev confrontó a R-Truth, quien acababa de derrotar a Nakamura para ganar el Campeonato de Estados Unidos, y lo alentó a defender el título recién ganado contra él, pero R-Truth retuvo el campeonato. Después de la lucha, Nakamura atacó a Truth, y Rusev se unió a él para seguir atacándolo, cambiando nuevamente a heel en el proceso. A partir de eso, Rusev y Nakamura comenzaron a formar equipo, teniendo su primera lucha por equipos la siguiente semana en SmackDown, derrotando a Luke Gallows & Karl Anderson. En el episodio del 26 de febrero de SmackDown, Rusev & Nakamura fueron derrotados por los recién debutantes Aleister Black & Ricochet. Debido a eso, Rusev y Nakamura atacaron a Black y Ricochet después de su lucha contra The Bar (Cesaro & Sheamus), quienes se unieron al ataque antes de ser detenidos por The Hardy Boyz (Matt Hardy & Jeff Hardy), quienes aparecieron para salvar a Black & Ricochet. En el kick-off de Fastlane, Rusev & Nakamura fueron derrotados por los miembros de The New Day, Big E & Xavier Woods. Dos noches después en SmackDown, Rusev & Nakamura hicieron equipo con The Bar para enfrentar a The Hardy Boyz, Aleister Black & Ricochet en un Eight-man Tag Team match, pero la lucha terminó sin resultado debido a una interferencia de The New Day. En WrestleMania 35, Rusev & Nakamura fueron derrotados por The Usos en un Fatal 4-Way match por los Campeonatos en Parejas de SmackDown, el cual también involucró a The Bar y al equipo de Black & Ricochet.
El dúo regresó durante un 51-Man Battle Royal en el evento Super Show-Down, desde Jeddah, Arabia Saudita, pero ambos fueron eliminados durante el combate. En ese momento, no había aparecido en televisión ni en eventos en vivo desde el 17 de mayo, y después de Super Show-Down continuó su tiempo sabático de la WWE.
Rusev regresó en el episodio del 16 de septiembre de Raw, donde rápidamente derrotó a Mike Kanellis. En el episodio del 23 de septiembre de Raw, Rusev derrotó a EC3 por rendición. El 30 de septiembre en la premiere de temporada de Raw, Rusev acudió en ayuda de Seth Rollins después de ser atacado por Randy Orton y King Corbin, y posteriormente se convirtió en la segunda persona en formar parte del Team Hogan, el cual se enfrentaría al Team Flair en un 5-on-5 Tag Team match el 31 de octubre en Crown Jewel, cambiando a face. Más tarde esa noche, la entrevistadora Charly Caruso le preguntó a Rusev dónde estaba Lana, pero no respondió. Luego, Rusev desafió a Rollins a un combate por el Campeonato Universal. El combate terminó sin resultado cuando Bobby Lashley regresó y llamó a alguien, quien se reveló segundos después que era Lana. Los dos se besaron y Rusev se vio obligado a mirarlos. En el episodio del 7 de octubre de Raw, mientras era atacado por Orton y Corbin, Rusev descubrió en vivo que Lashley y Lana dormían en la misma cama, en la habitación donde Rusev solía dormir con ella. Para desahogarse, Rusev atacó a Orton y Corbin. El 14 de octubre, debido al Draft, Rusev fue traspasado a la marca Raw. En el episodio del 21 de octubre de Raw, Lashley y Lana confrontaron nuevamente a Rusev mientras cenaban en un restaurante. Frustrado, Rusev fue a su encuentro, donde atacó a Lashley, pero fue arrestado por la policía (kayfabe). La semana siguiente en Raw, Rusev confrontó a Lana cara a cara, donde Lana reveló que Rusev era adicto al sexo y quería formar una familia, pero también mencionó que ella tenía una carrera como modelo y que nadie no querría contratarla si quedaba embarazada. También reveló que Rusev la engañó, lo que él negó. Inmediatamente después, Lashley apareció y fue atacado por Rusev, pero Lana distrajo a Rusev para que Lashley pudiera atacarlo. Lashley le aplicó dos golpes bajos antes de ser besado por Lana frente a Rusev. En Crown Jewel, el Team Hogan derrotó al Team Flair. En el episodio del 4 de noviembre de Raw, Rusev derrotó a Drew McIntyre por descalificación, luego de un ataque de Lashley. En el episodio del 11 de noviembre de Raw, Lana reveló que había estado embarazada de Rusev durante 9 semanas. Lana admitió haber engañado a Rusev con Lashley, aunque continuó diciendo que Rusev la engañó primero. Eso causó una discusión entre los dos, pero Lashley salió al rescate de Lana. Esta última distrajo a Rusev para que Lashley comenzara a golpearlo. Luego, Lana y Lashley se besaron, antes de que Lana confesara que todo lo que había dicho era simplemente una mentira.
Fue liberado el 15 de abril de 2020 de su contrato con la WWE junto con otras superestrellas, árbitros, entrenadores, escritores y productores.

### All Elite Wrestling (2020–2024)
A pesar de su anterior anuncio de retiro, Miro hizo su debut en All Elite Wrestling en el episodio del 9 de septiembre de 2020 de Dynamite después de ser presentado como el padrino de boda de Kip Sabian para su boda con Penelope Ford. El 12 de mayo del 2021, Miro derrotó a Darby Allin en un Dynamite y de ese modo ganó el AEW TNT Championship .
En septiembre de 2024, se informó que Miro había solicitado su liberación de AEW, habiendo luchado solo once combates desde 2021. En febrero de 2025, se informó que Miro había abandonado AEW.

### Circuito independiente (2025)
Miro luchó su primer combate en más de un año el 22 de febrero de 2025 en el evento Super Slam III de Qatar Pro Wrestling en Doha, perdiendo ante Alberto El Patrón por descalificación.

### Regreso a WWE (2025-presente)
El 2 de abril de 2025 Rusev regresa al roster de WWE, firmando un nuevo contrato.
Hizo su regreso en el episodio de  RAW del 25 de Abril interrumpiendo el combate por el título de parejas entre The New Day y  Alpha Academy , atacando a Otis y Akira Tozawa.

## Otros medios
Barnyashev, junto con otros luchadores de VPW, apareció en el video musical de la canción "The Whole F'n Show" de Kushinator (la música de entrada del luchador Rob Van Dam).
Como Rusev, hizo su debut en los videojuegos como personaje jugable en WWE 2K15 y tiene su propio camino en el modo "Who Got NXT". Ha aparecido en juegos posteriores en la serie 2K: WWE 2K16, WWE 2K17, WWE 2K18 y WWE 2K19.
En 2016, Barnyashev aparece como él mismo en la temporada 6 de la serie de realidad, Total Divas, así como en la película de la WWE Countdown y en la película animada Scooby-Doo and WWE: Curse of the Speed Demon.

## Vida personal

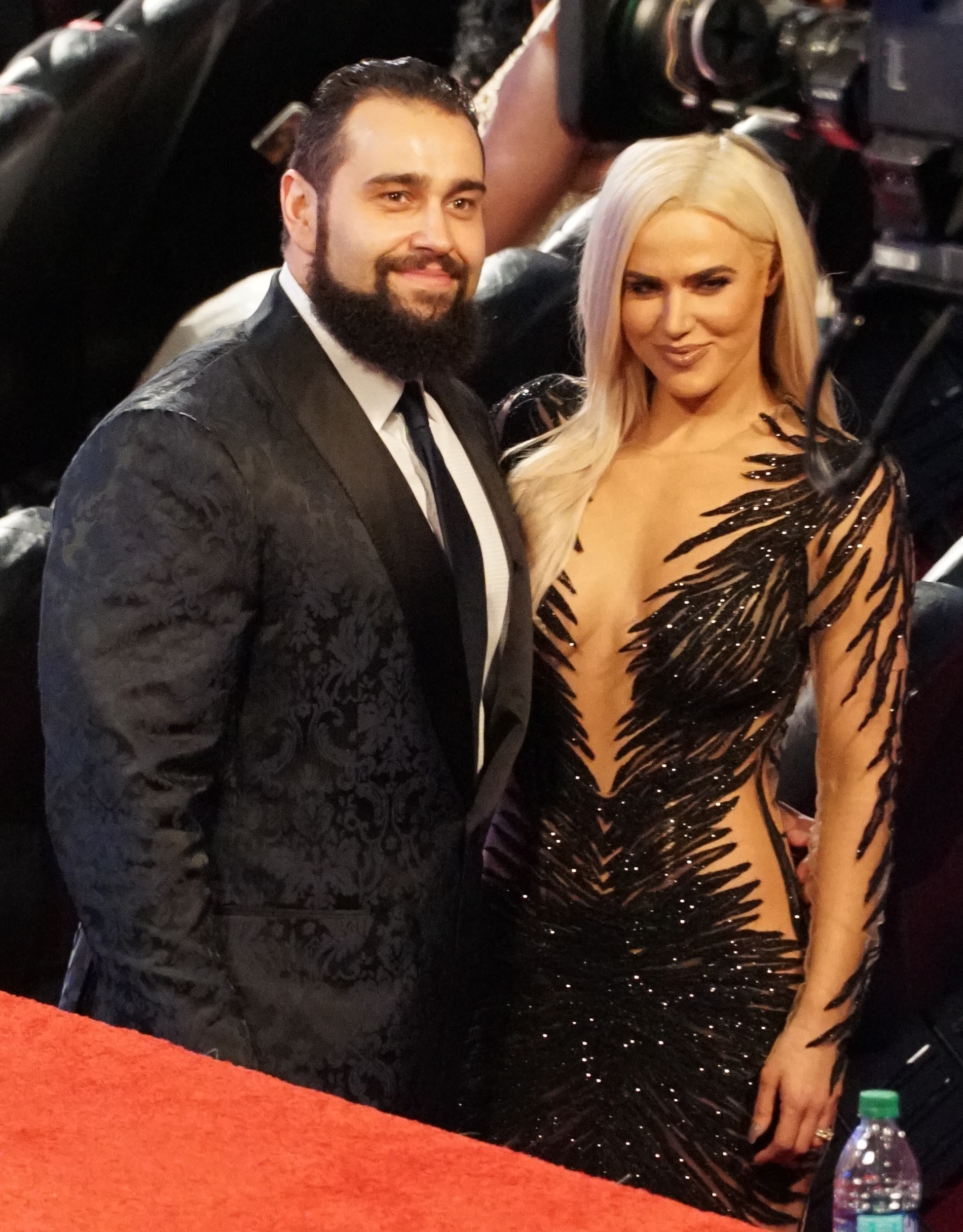
Rusev y Lana en la ceremonia de inducción al Salón de la Fama de WWE.

El 29 de julio de 2016, contrajo matrimonio con la luchadora profesional, actriz y modelo estadounidense búlgaro C.J. Perry (también conocida como Lana). Ambos se separaron en marzo de 2024. En marzo de 2025, TMZ informó que la pareja se había reconciliado.

## Filmografía

### Películas
| Año  | Título                                        | Rol      | Notas |
| ---- | --------------------------------------------- | -------- | ----- |
| 2016 | Countdown                                     | Él mismo |       |
| 2016 | Scooby-Doo! and WWE: Curse of the Speed Demon | Él mismo | Voz   |

### Televisión
| Año     | Título      | Rol      | Notas                     |
| ------- | ----------- | -------- | ------------------------- |
| 2016–18 | Total Divas | Él mismo | Recurrente(temporada 6–8) |

### Web
| Año       | Título             | Rol              | Notas               |
| --------- | ------------------ | ---------------- | ------------------- |
| 2015–2020 | UpUpDownDown       | Él mismo/Tong Po | Regular appearances |
| 2016      | Sisters the Series | Novio            | 1 episodio          |

## Campeonatos y logros
- All Elite Wrestling
  - AEW TNT Championship (1 vez)

- World Wrestling Entertainment/WWE

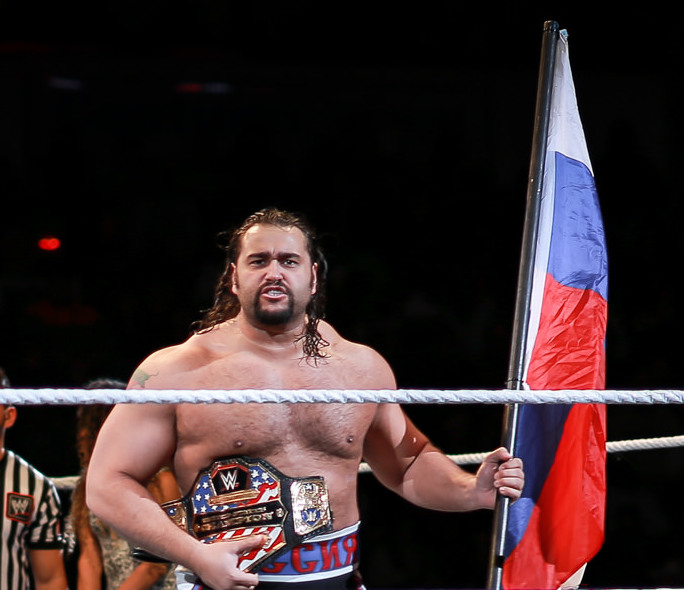
Rusev mostrando el Campeonato de los Estados Unidos y la bandera rusa en febrero de 2015.

  - WWE United States Championship (3 veces)
  - Slammy Award for Match of the Year (2014) – Team Cena vs. Team Authority at Survivor Series[148]

- Pro Wrestling Illustrated
  - Luchador que más ha mejorado (2014)[149]
  - Situado en el Nº338 en los PWI 500 de 2011[150]
  - Situado en el Nº323 en los PWI 500 de 2012[151]
  - Situado en el Nº65 en los PWI 500 de 2014[152]
  - Situado en el Nº8 en los PWI 500 de 2015[153]
  - Situado en el Nº34 en los PWI 500 de 2016[154]
  - Situado en el Nº44 en los PWI 500 de 2017[155]

- Wrestling Observer Newsletter
  - Mejor Gimmick (2014) con Lana[156]
  - Mayor Progreso (2014)[156]
  - Luchador más infravalorado (2017)